# به دنبال بازگشت (فیلم ۱۹۸۲)
به دنبال بازگشت (انگلیسی: The Comeback Trail) یک فیلم سینمایی آمریکایی محصول سال ۱۹۸۲ به کارگردانی هری هورویتز است. 

## داستان
دو تهیه‌کننده فیلم سینما با امید به مرگ بازیگر فیلمشان در یک فیلم وسترن پول بیمه را جمع کنند.

## بازسازی فیلم
فیلم سینمایی آمریکایی به دنبال بازگشت نسخه احیا شده این اثر سینمایی می‌باشد که احتمالاً در سال ۲۰۲۱ منتشر می‌شود.

## بازیگران اصلی
| بازیگران     | نقش               |
| ------------ | ----------------- |
| چاک مک‌کان    | انریکو کداچ       |
| باستر کرب    | دوک مونتانا       |
| رابرت استاتس | ادی ایستمن        |
| اینا بلین    | جولی توماس        |
| جورا کوهوت   | تهیه کننده آلمانی |